# Versiegte Träume
Versiegte Träume (Originaltitel: Kai Po Che!, bedeutet etwa „Ich habe geschnitten“) ist ein indisches Sportfilmdrama von Abhishek Kapoor aus dem Jahr 2013, das auf dem Roman The 3 Mistakes of My Life von Chetan Bhagat aus dem Jahr 2007 basiert. Der Film erzählt die Geschichte von drei Freunden aus Ahmedabad, die ein eigenes Sportgeschäft und eine eigene Sportakademie gründen wollen. Der Film zeichnet ihre tiefe Freundschaft und Unschuld nach, die durch religiöse Politik und kommunalen Hass getrübt wird. Auch wird im Film das Erdbeben in Gujarat 2001 und das Eisenbahnattentat von Godhra thematisiert. Die Hauptrolle spielte Sushant Singh Rajput. Es war seine erste Rolle in einem Spielfilm.
Die Weltpremiere feierte der Film am 13. Februar 2013 bei den 63. Internationalen Filmfestspielen Berlin. Es ist der erste indische Film, der in der Sektion Panorama zu sehen war.

## Handlung
Der Film beginnt damit, dass Govind Patel in einer Schule eine Präsentation über die Dienstleistungen seines Sportvereins hält. Währenddessen wird Omi aus dem Gefängnis entlassen. Während Govind und Omi auf dem Weg in einem Restaurant Halt machen, erinnern sie sich an ihre Tage im Jahr 2000 mit dem Leben ihres Freundes Ishaan.
Im Jahr 2000: Ishaan Bhatt ist ein ehemaliger Cricketspieler auf Distriktebene, der zum Opfer der Politik in der Cricket-Auswahl-Bruderschaft wurde. Omi ist der Neffe des hinduistischen Politikers Bittu, der den Tempel seines Vaters finanziert hat, und Govind ist ein Nerd mit einer Vorliebe für Geschäft und Zahlen. Gemeinsam eröffnen sie ein Sportgeschäft und eine Akademie, um talentierte angehende Cricketspieler auszubilden und zu fördern. Nachdem sie hart gearbeitet haben, gelingt es ihnen, es als Zentrum für Cricket unter den lokalen Jugendlichen zu etablieren und Gewinne zu erzielen.
Ishaan bittet Govind, seiner Schwester Vidya Bhatt Mathematik beizubringen, während ihre Prüfungen anstehen. Govind zögert zunächst, stimmt aber schließlich zu. Vidya und Govind verlieben sich schnell ineinander und beginnen heimlich eine Beziehung. Omi entdeckt ihre Beziehung und warnt Govind vor den Konsequenzen, da Ishaan sehr patriarchisch ist.
Die drei Freunde entdecken ein aufstrebendes Cricket-Talent in einem einheimischen Jungen, Ali Hashmi, und Ishaan beginnt, ihn kräftig zu trainieren. Govind ist ehrgeizig und möchte das aufstrebende Geschäft erweitern, indem er ein Geschäft in einem Einkaufszentrum in Navrangpura, einem aufstrebenden Teil der Stadt, eröffnet. Mit finanzieller Hilfe von Omis Onkel mütterlicherseits, Bishakh Joshi, sichert sich das Trio den Deal und eröffnet ein Geschäft in der Mall. Eine Katastrophe ereignet sich, als ein heftiges Erdbeben Gujarat trifft und das Einkaufszentrum zerstört. Govind ist erschüttert, weil der Geldbetrag, den sie investiert haben, sehr hoch war und sie jetzt mit einer riesigen Verschuldung belastet sind. Omi ist widerwillig gezwungen, für Bittus rechte Partei zu arbeiten, weil er ihm Geld schuldet.
Als sich die Hilfslager von Bittus Partei weigern, den Muslimen in schwierigen Zeiten Schutz zu bieten, streiten sich Ishaan und Omi über ihre politisch-religiösen Ansichten und brechen vorübergehend ihre Freundschaft ab. Nach dem überraschenden Sieg Indiens im Testspiel gegen Australien kommen sie wieder zusammen. Omi beschäftigt sich mit religiöser Politik und schließt sich Bittus Partei an. Ishaan und Govind sind unterdessen mit Ali bzw. Vidya beschäftigt. 
Spannungen entstehen im politischen Bereich, als Bittu die Wahlen in seinem Wahlkreis an seinen Gegner verliert. Im Rahmen ihrer Kampagnen schickt Bittu Pilger (Kar Sevaks) nach Ayodhya zum Ram-Tempel. Omis Eltern sind auch unter ihnen. Am Tag der Rückkehr erreicht die schockierende Nachricht vom Godhra-Zugmassaker die Menschen. Omi ist erschüttert, aber Bittu überzeugt ihn, sich an den Mördern seiner Eltern zu rächen.
Ishaan und Govind verstecken sich in Alis Haus und fürchten die bevorstehenden kommunalen Unruhen. Wie erwartet, beginnt die Gewalt bei Sonnenuntergang, und der von Bittu angeführte Mob stürmt in die muslimische Gegend und tötet jeden in Sichtweite befindlichen Muslim. Es kommt zu einem Kampf zwischen Alis Vater Nasir und Bittu. Nasir ersticht Bittu zur Verteidigung und eilt, um Ali zu retten und auf ihrem Dachboden Schutz zu suchen. Omi, wütend über den Tod seines Onkels Bittu, folgt ihm mit einer Waffe. Währenddessen erfährt Ishaan von Vidyas und Govinds Beziehung, als er Vidyas Textnachricht in Govinds Handy über ihre Perioden liest. Wütend beginnt er, Govind zu verprügeln, während Omi mit einer Waffe in der Hand das Gelände betritt und verzweifelt versucht, Ali und Nasir zu finden und zu töten. Ishaan und Govind brechen ihre eigenen Kämpfe ab und versuchen, Omi aufzuhalten, während er verzweifelt nach Ali und Nasir sucht. Omi zielt und schießt schließlich auf Ali. Um Ali zu retten, wirft Ishaan sich in die Schussbahn und stirbt infolgedessen. Seine Freunde, sein Vater und Vidya sind am Boden zerstört.
Der Film kehrt dann dorthin zurück, wo er begonnen hat, und Omi wird zehn Jahre später aus dem Gefängnis entlassen. Govind und Vidya sind mittlerweile verheiratet und haben einen Sohn, den sie nach dem verstorbenen Ishaan benannt haben. Vidya vergibt Omi, als er vor ihr in Tränen zusammenbricht. Der Film endet mit einem inzwischen erwachsenen Ali, der für das indische Cricket-Team gegen Australien debütiert. Er spielt seinen ersten Schuss, indem er den Ball mit einem Cover Drive an die Grenze schlägt, so wie Ishaan es ihm beigebracht hatte. Ishaans Geist lächelt über Alis Leistung und verschwindet lächelnd.

## Kritiken
Der Film wurde in Indien positiv aufgenommen und gelobt. Im Ausland fielen die Kritiken gemischt aus. Auf der Bewertungsseite Rotten Tomatoes hat es einen Wert von 64 %. Rachel Saltz von der New York Times schrieb, dass der Film „traditionelles Bollywood-Geschichtenerzählen mit etwas weniger Konventionellem nicht ganz erfolgreich mischt“. Robert Abele von der Los Angeles Times gab eine positive Bewertung ab, kritisierte den Film aber für seine Grimmigkeit und mangelnde Subtilität, lobte die Aufführungen jedoch als „angenehm ausgelassen“ und lobte den Regisseur Abhishek Kapoor dafür, dass er sich weigerte, zu lang in „Klischees zu verweilen“.

## Auszeichnungen (Auswahl)
Filmfare Award
- Nominierung in der Kategorie Beste Regie
- Auszeichnung in der Kategorie Bestes Drehbuch
- Nominierung in der Kategorie Bester Nebendarsteller für Rajkummar Rao
- Nominierung in der Kategorie Bester Playbacksänger für Amit Rahav
- Auszeichnung in der Kategorie Beste Hintergrundmusik für Hitesh Sonik
- Nominierung in der Kategorie Beste Kostüme
- Nominierung in der Kategorie Beste visuelle Effekte
- Nominierung in der Kategorie Bester Schnitt